# Блажейовиці (Кендзежинсько-Козельський повіт)
Блажейовиці (пол. Błażejowice) — село в Польщі, у гміні Цисек Кендзежинсько-Козельського повіту Опольського воєводства.
Населення — 247 осіб (2011).

## Демографія
Демографічна структура станом на 31 березня 2011 року:
|          | Загалом | Допрацездатний вік | Працездатний вік | Постпрацездатний вік |
| -------- | ------- | ------------------ | ---------------- | -------------------- |
| Чоловіки | 112     | 23                 | 74               | 15                   |
| Жінки    | 135     | 18                 | 80               | 37                   |
| Разом    | 247     | 41                 | 154              | 52                   |